# Moïse Blumenstock
Pour les articles homonymes, voir Blumenstock.
Moïse Blumenstock est un médecin français fusillé par les Allemands en 1944.

## Biographie
Moïse Blumenstock est un médecin français. Il est le médecin du Château du Masgelier dans la Creuse, une maison d'accueil pour enfants juifs durant la Seconde Guerre mondiale, organisée par l'Œuvre de secours aux enfants. Lorsque cette maison est fermée en 1943, il rejoint le Maquis. Arrêté par les Allemands, il est fusillé en mai 1944,ou en juin 1944.
Son épouse, Gertrude Blumenstock-Lévy,, née le 30 décembre 1914 éducatrice, fait aussi partie de l'équipe Château du Masgelier. Elle est assassinée en juin 1944 ou le 29 janvier 1944 à Malleval dans l'Isère, par la milice ou la Gestapo. Elle a 29 ans.

## Témoignage du docteur  Gaston Lévy
Le docteur Gaston Lévy, une des figures importantes de l'Œuvre de secours aux enfants (OSE) durant la Seconde Guerre mondiale, donne ce témoignage sur les époux Blumenstock:
"Au moment où j'ai pris en charge les Homes du Centre de la France, il y avait au Masgelier le Dr Blumenstock et sa femme Gertrude. Cette dernière était éducatrice dans la maison. Le Docteur était un homme très doux, connaissant son métier. J'ai encore dans mes dossiers quelques envois mensuels de poids et mesures des enfants qui montrent sa méticulosité. Il fut fusillé par les Allemands en mai 1944, et sa femme assassinée par eux un mois plus tard.".